# Mycosphaerella zeae-maydis
Mycosphaerella zeae-maydis är en svampart som beskrevs av Mukunya & Boothr. 1973. Mycosphaerella zeae-maydis ingår i släktet Mycosphaerella och familjen Mycosphaerellaceae.   Inga underarter finns listade i Catalogue of Life.